# Савез демократске левице (Пољска)
Савез демократске левице (од фебруара 2020. познат као Нова левица) је политичка странка социјалдемократске оријентације у Пољској. Странка партиципира у Странци европских социјалиста, те у Прогресивној алијанси, глобалној мрежи социјалдемократских и прогресивних странака.
Тренутни лидер странке је Włodzimierz Czarzasty.